# أرضي ومتعادل (محايد)

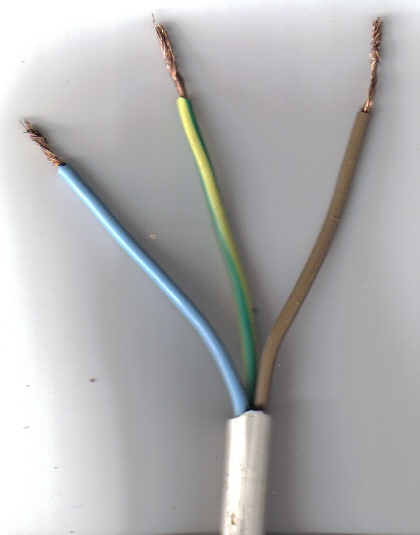

غالبًا ما تكون النقطة المتعادلة لنظام الإمداد الكهربائي متصلة بالأرض. في ظروف معينة، يستخدم الموصل للاتصال بنظام متعادل، ويستخدم أيضا للتأريض من المعدات والهياكل. التأريض (الأرضي) للمعدات والهياكل. قد يؤدي التيار الذي يحمله «الموصل الأرضي» إلى ظهور قيم جهد غير مقبولة أو خطرة على حاويات المعدات، لذا يتم تركيب موصلات التأريض والموصلات المحايدة بعناية في اللوائح الكهربائية. في حالة استخدام موصل محايد أيضًا لتوصيل حاويات المعدات بالأرض، يجب الحرص على عدم ارتفاع الموصل المحايد مطلقًا إلى جهد كهربائي مرتفع فيما يتعلق بالأرض المحلية. 

## التعريفات
يستخدم مصطلح الأرض أوالتأريض بشكل متزامن في نظام الأسلاك الكهربائية (طاقة التيار المتردد) الرئيسي، هو موصل يوفر مسار مقاومة منخفضة إلى الأرض؛ لمنع ظهور الفولتية الخطرة على المعدات (الارتفاعات العالية في الفولتية). ففي الظروف العادية، لا يَحمل موصل التأريض التيار. ويعتبر التأريض أيضًا مسارًا متكاملاً للأسلاك المنزلية؛ لأنه يتسبب في توقف قواطع الدائرة بشكل أسرع، مثال: جي إف آي (GFI)، وهو أكثر أمانًا. 
كلمة «التأريض» أكثر شيوعا في أمريكا الشمالية الإنجليزية. أمَّا الأرضي أكثر شيوعا في الإنجليزية البريطانية.[z1] تتطلب إضافة خطوط تأريض جديدة فنّي كهرباء مُؤَهَّل يتمتع بمعرفة خاصة بمنطقة توزيع الطاقة.
الوضع المحايد (المتعادل): هو موصل دائرة يقوم عادة بإكمال رجوع الدائرة إلى المصدر. عادةً ما يتم توصيل المحايد بالتأريض في اللوحة الكهربائية الرئيسية أو العداد، وكذلك في محول الخفض التدريجي النهائي للإمداد. وهذا الأمر خاص بعمليات تركيب اللوحة الفردية البسيطة. بالنسبة للوحات المتعددة، فإن الموقف أكثر تعقيداً. في نظام التيار المتردد متعدد المراحل (ثلاثي الأطوار عادة)؛ يكون الهدف من الموصل المحايد أن يكون له جهد كهربائي مماثل لكل موصل من موصلات الدائرة الأخرى، ولكنه قد يحمل تيارًا قليلًا للغاية إذا كانت الأطوار متوازنة. 
يجب أن تحتوي جميع الأسلاك المحايدة الخاصة بالنظام الكهربائي المؤرّض على نفس الإمكانيات الكهربائية، لأنها متصلة جميعًا عبر أرضية النظام.

## الدوائر
عادةً، يتم توصيل الأسلاك المحايدة في ناقل محايد داخل لوحات المفاتيح، ويتم ربطها بالأرض عند مدخل الخدمة الكهربائية أو عند المحولات داخل النظام. بالنسبة للتركيبات الكهربائية ذات الطور المنقسم (خدمة ثلاثية الأسلاك أحادية الطَّوْر)، تكون النقطة المحايدة للنظام عند الصنبور المركزي على الجانب الثانوي من محول الخدمة. أما بالنسبة للتركيبات الكهربائية الكبيرة، مثل التي تستخدم خدمة متعددة المراحل، فإنَّ النقطة المحايدة تكون عادةً عند الوصلة المشتركة على الجانب الثانوي من المحولات المتصلة بدلتا / واي. قد تؤدي الترتيبات الأخرى لمحولات متعددة المراحل إلى عدم وجود نقطة محايدة، وعدم وجود موصلات محايدة. 

## أنظمة التأريض
يقوم مِعيار آي إي سي () 60364IEC) بتدوين طرق تركيب موصلات محايدة وأرضية في مبنى، حيث يتم تعيين أنظمة التأريض برموز أحرف تكون شائعة في البلدان التي تستخدم معايير آي إي سي، ولكن ممارسات أمريكا الشمالية نادرًا ما تشير إلى رموز آي إي سي. والفروق هي أن الموصلات قد تكون منفصلة على مدار كل منها من المعدة إلى الأرض، أو قد تكون مُجمّعة كلها أو جزء من طولها.
يتم استخدام أنظمة مختلفة؛ لتقليل فرق الجهد بين المتعادل والتأريض المحلي. يؤدي التيار المتدفق في موصل تأريض إلى انخفاض الجهد على طول الموصل، وتسعى أنظمة التأريض إلى ضمان عدم وصول هذا الجهد إلى مستويات غير آمنة.
في نظام تي إن-إس (TN-S)، يتم تركيب موصلات تأريض محايدة ووقائية منفصلة بين المعدات ومصدر الإمداد. تتدفق تيارات الدائرة العادية في الوضع المحايد فقط، ويصل موصل التأريض الواقي كل المعدات بالأرض؛ لاعتراض أي تيار تسرب بسبب عطل في العزل. الموصل المحايد متصل بالأرض عند نقطة بناء الإمداد، ولكن لا يوجد مسار مشترك إلى الأرض لتيار الدائرة والموصل الواقي.
في نظام تي إن- سي (TN-C)، يوفر «الموصل المشترك» التأريض المحايد والحامي. يتصل الموصل المحايد بالأرض عند نقطة الإمداد، ويتم توصيل علب المعدات بالمحايد. يوجد خطر يتمثل في أن التوصيل المحايد المكسور سيسمح بارتفاع جميع علب المعدات إلى جهد خطير في حالة وجود أي تسرب أو عطل في العزل في أي جهاز. ويمكن تخفيف ذلك باستخدام كابلات خاصة ولكن التكلفة ستكون أعلى حينها.
في نظام تي إن –سي- إس (TN-C-S)، تحتوي كل قطعة من المعدات الكهربائية على وصلة أرضية واقية، ووصلة محايدة. وهذه كلها تعود إلى نقطة مشتركة في نظام البناء موصولة بمصدر الإمداد وبالأرض.
في نظام تي تي (TT)، لا يتم استخدام موصل أرضي للحماية العامة طويل، بل لكل مادة من المعدات الكهربائية (نظام توزيع المباني) اتصالها بالأرض.
وفقًا لنظام سِير (CEAR) الهندي، القاعدة 41، يجب أن يتبع نظام التأريض:
- موصل محايد لنظام ثلاثي الأطوار رباعي الأسلاك؛ للحصول على الحد الأدنى من وصلتين أرضيتين منفصلتين، ومتميزتين مع حد أدنى من إلكترودين أرضيين مختلفين للحصول على مقاومة التأريض بقيمة مُرضية.
- يجب توصيل الإلكترودات الأرضية بشكل مشترك؛ لتقليل مقاومة التأريض.
- يجب تأريض الموصل المحايد عند نقطة واحدة أو أكثر بكامل نظام التوزيع أو خط الخدمة. بالإضافة إلى أي اتصال في نهاية المستخدم.

## الجمع بين المحايد والأرضي
قد تكون الفولتية المتناثرة التي تنشأ في موصلات التأريض بفعل التيارات المتدفقة في الموصلات المحايدة لمُرفق الإمداد أمرًا مزعجاً. يوفر توصيل الوضع المحايد بعلبة المعدات الحماية من الأعطال، ولكنه قد ينتج فولتية خطيرة على العلبة في حالة قطع الوصلة المحايدة. فعلى سبيل المثال، قد يَلزم اتخاذ تدابير خاصة في الحظائر المستخدمة في الحَلَب من الماشية. وقد تتسبب قِيَم الجهد الكهربائي الصغيرة للغاية التي لا يمكن إدراكها في انخفاض إنتاجية الحليب أو حتى التهاب الماستيس (التهاب المدد).
تستخدم الموصلات المحايدة والأرضية المشتركة بشكل عام في أسلاك شركات الإمداد بالطاقة الكهربائية، وأحيانًا في الأسلاك الثابتة في المباني، وفي بعض التطبيقات المتخصصة حيث يوجد بديل قليل، مثل السكك الحديدية. بما أن تيارات الدوائر الكهربائية العادية في الموصل المحايد قد تؤدي إلى اختلافات غير مقبولة أو خطيرة بين جهد الأرض المحلي والمحايد، يجب الحماية من الكسر المحايد، بمراعاة الاحتياطات الخاصة مثل الانكسار المتكرر لوصلات قضبان أرضية، واستخدام الكابلات حيث يحيط كل من المحايد والأرضي معًا بموصل المرحلة بالكامل، والوصلات السميكة من المعدات العادية؛ لضمان سلامة النظام.

### أجهزة ثابتة على دوائر ثلاثية الأسلاك
في الولايات المتحدة، تم تأريض حالات بعض مواقد المطبخ، وأسطح الطهي، ومجففات الملابس وغيرها من الأجهزة المدرجة من خلال الأسلاك المحايدة؛ كإجراء لحفظ النحاس من الكابلات النحاسية أثناء الحرب العالمية الثانية وقد أزيلت هذه الممارسة من لجنة الانتخابات الوطنية في طبعة عام 1996، غير أنَّ المنشآت القائمة قد تسمح باستمرار بتوصيل هذه الأجهزة بالموصل المحايد للتأريض. (لم تعتمد كندا هذا النظام وتستخدم بدلاً منه في الوقت الحالي أسلاكاً محايدة وأرضية منفصلة).

### الأجهزة المحمولة
في أمريكا الشمالية وأوروبا، يُسمح للأجهزة المحمولة الصغيرة المتصلة بواسطة مجموعة أسلاك في ظروف معينة بأن تحتوي على موصلين فقط في قابس التوصيل. يمكن استخدام قابس مستقطب؛ للحفاظ على هوية الموصل المحايد في الجهاز. ولكن لا يتم استخدام الوضع المحايد مطلقًا كأرضية للهيكل (العلبة)، وغالبًا ما تحتوي على بنية «معزولة بشكل مزدوج».
تحتوي الأسلاك الصغيرة إلى المصابيح على أسياج مقولبة أو سلاسل مُضمنة؛ لتحديد الموصل المحايد أو قد يتم تحديدها بالألوان. 
في الأماكن التي لا يضمن فيها تصميم القابس والمقبس توصيل موصل النظام المحايد بأطراف معينة في الجهاز («القوابس غير المستقطبة»)، يجب تصميم الأجهزة المحمولة على افتراض أن أي من قطبي كل دائرة قد يصل إلى الفولتية الرئيسية الكاملة فيما يتعلق بالأرض.

### معدات تقنية
في ممارسة أمريكا الشمالية، يجب أن يكون للمعدات -المتصلة بواسطة مجموعة أسلاك- ثلاثة أسلاك إذا كانت مزودة حصريًا بجهد 240 فولت، أو يجب أن تحتوي على أربعة أسلاك (بما في ذلك الأسلاك المحايدة والأرضي) إذا كانت مزودة بجهد 120/240 فولت.
وهناك أحكام خاصة في اللجنة الوطنية للانتخابات فيما يسمى بالمعدات التقنية، وهي أساسا معدات سمعية وبصرية ذات درجة احترافية مزودة بما يسمى بدوائر «متوازنة» ذات جهد 120 فولت. يتم توصيل الصنبور المركزي للمحول بالأرضية، ويتم تزويد الجهاز بأسلاك خطية كل 60 فولت بالأرضية (120 فولت بين موصلات الخطوط). لا يتم توزيع الصنبور الأوسط على الجهاز، ولا يتم استخدام موصل محايد. حيث تستخدم هذه الحالات بوجه عام موصلاً أرضيًا منفصلاً عن موصل التأريض الآمن؛ لأغراض الضوضاء، وتقليل «الطنين».
وهناك نظام توزيع متخصص آخر كان قد حُدد سابقاً في مناطق رعاية المرضى في المستشفيات. وتم تجهيز نظام طاقة معزول من محول عزل خاص؛ بهدف تقليل أي تيار تسرب يمكن أنْ يمرَّ عبر معدات متصلة مباشرة بمريض (على سبيل المثال، دراسة كهربية القلب لمراقبة القلب). لم يتم توصيل المحايد للدائرة بالأرضية. ويرجع تيار التسرب إلى السعة الموزّعة للأسلاك ومواسعة محول الإمداد. وقد تم رصد نِظَم التوزيع هذه بواسطة أدوات مثبّتة بشكل دائم؛ لإعطاء إنذار عند اكتشاف تيار تسرب عالٍ.

## المحايد المشترك (المتعادل)
يُعتبر المحايد المشترك اتصالاً تُستخدم فيه دوائر متعددة نفس الوصلة المحايدة. ويُشار أحيانًا إلى الدوائر والمحايد معًا بِاسم دائرة إديسون.

### دوائر ثلاثية الأطوار (بالإنجليزية: Three-phase circuits)
في دائرة ثلاثية المراحل، تتم مشاركة الوضع المحايد بين المراحل الثلاث. عادةً ما يتم توصيل الوضع المحايد للنظام بنقطة النجمة على محول التغذية. وهذا هو السبب في أن الجانب الثانوي لمعظم محولات التوزيع ذات الثلاث مراحل هو «الجرح النجمي». توجد المحولات ثُلاثية المراحل والنيوترونات المرتبطة بها عادةً في بيئات التوزيع الصناعية.
ومن الممكن أن يصبح النظام غير مُؤَرض بالكامل. في هذه الحالة، لن يتسبب العطل بين الأرضي والمرحلة الواحدة في حدوث أي تيار كبير. عادةً يتم تأريض المحايد من خلال رابط بين القضيب المحايد والقضيب الأرضي. من الشائع في الأنظمة الكبيرة مراقبة أي تيار يتدفق عبر الوصلة المحايدة إلى الأرض، واستخدام ذلك كأساس للحماية المحايدة من الأعطال.
تسمح الوصلة بين المحايد والأرضي لأي عطل من المرحلة إلى الأرض بتطوير تدفق تيار كافٍ لفصل وحماية الجهاز من التيار العالي للدائرة. في بعض الولايات القضائية، يلزم إجراء عمليات حسابية؛ لضمان انخفاض مقاومة حلقة الخطأ بدرجة كافية، بحيث يؤدي تيار الخطأ إلى إعاقة الحماية (في أستراليا، يشار له برقم إيه أس AS3000:2007)) في حساب مُعاوقة حلقة الخطأ)، وقد يحد ذلك من طول دائرة الفرع.
في دائرة خطية ثلاثية المراحل ذات ثلاثة أحمال مقاومة أو تفاعلية متطابقة، لا يحمل المحايد أي تيار. حيث يحمل الوضع المحايد التيار إذا كانت الأحمال على كل مرحلة غير متطابقة. وفي بعض الولايات القضائية، يُسمح بخفض حجم المحايد إذا لم يكن من المتوقع حدوث تدفق تيار غير متوازن. إذا كان الوضع المحايد أصغر من موصلات الطور، فيمكن تحميله بشكل زائد إذا حدث حمل غير متوازن كبير.

### تقسيم الطَّور (Split phase)
في الأسلاك ذات الطور المنقسم، ِمثل القابس مزدوج الاتجاه المستخدم في المطبخ في أمريكا الشمالية، فقد تكون الأجهزة متصلة بكيبل يحتوي على ثلاثة موصلات، قد يتم توصيل الأجهزة بكيبل يحتوي على ثلاثة موصلات، بالإضافة إلى الوصلة الأرضية. وعادة ما تكون الموصلات الثلاثة ملونة بالأحمر، والأسود، والأبيض. يعمل الأبيض كوضع محايد مشترك، بينما يقوم كل من الاحمر والأسود بتغذية الجوانب الساخنة العلوية والسفلية للمقبس بشكل. وعادة ما يتم تزويد هذه المقابس من قواطع دوائر يتم فيها ربط مَقْبَضَيّ قُطبَين معًا لمسار عادي. في حالة استخدام جهتين كبيرتين في نفس الوقت، يمر التيار عبرهما ويَحمل المحايد فقط الفرق في التيار. الميزة هي أن هناك ثلاثة أسلاك فقط مطلوبة لخدمة هذه الأحمال، بدلاً من أربعة. إذا قام أحد أجهزة المطبخ بتحميل الدائرة الكهربائية، فسيتم إيقاف تشغيل الجانب الآخر من المقبس المزدوج أيضًا، ويسمى ذلك بدائرة فرعية متعددة الأسلاك. يكون المسار الشائع مطلوباً عندما يستخدم الحمل المتصل أكثر من مرحلة واحدة في الوقت نفسه. يمنع المسار العام التحميل الزائد على الوضع المحايد المشترك إذا سحب أحد الأجهزة أكثر من التيار المقدر.

## مشاكل التأريض
قد لا توفر الوصلة الأرضية الناقصة أو غير الملائمة وظائف الحماية المطلوبة أثناء حدوث عطل في المعدات المتصلة. فقد تؤدي الوصلات الإضافية بين الأرض ومحايد الدائرة إلى دوران التيار في المسار الأرضي، وحدوث جهد وتيار حر في الأرض أو في العلبة (الهيكل). قد تتجاوز الوصلات الأرضية الإضافية على الموصل المحايد الحماية التي يوفرها قاطع دائرة لعطل أرضي. فلن تعمل دوائر الإشارة التي تعتمد على وصلة أرضية أو أنها ستعمل بشكل غير طبيعي إذا كان الاتصال الأرضي مفقودًا.

## اقرأ أيضا
- دائرة قصر